# Добє (Літія)
Добє (словен. Dobje) — поселення в общині Літія, Осреднєсловенський регіон, Словенія. Висота над рівнем моря: 696,5 м.